# Pesche (singolo)
Pesche è un singolo del cantautore italiano Federico Rossi, pubblicato il 9 aprile 2021.

## Video musicale
Il video musicale, diretto da Martina Pastori, è stato pubblicato il 9 aprile 2021 attraverso il canale YouTube della Warner Music Italy.

## Tracce
Testi di Federico Rossi e Davide Petrella, musiche di Eugenio Maimone, Federico Mercuri, Giordano Cremona e Leonardo Grillotti.
1. Pesche – 2:50

## Classifiche
| Classifica (2021) | Posizione massima |
| ----------------- | ----------------- |
| Italia            | 46                |